# Саркома
Саркома — злоякісна пухлина сполучної тканини.
Саркома м'яких тканин — велика група злоякісних новоутворень, які походять з ембріональної мезодерми (середнього зародкового листка). Мезодермальна первинна мезенхіма дає початок різним варіантам сполучної тканини, що входять до складу сухожиль, зв'язок, м'язів тощо. У такому випадку і можливе формування саркоми. Утім, деякі саркоми мають ектодермальне й епітеліальне походження, притаманне раковим (епітеліальним) пухлинам.

## Клінічні характеристики
Більшість випадків саркоми виникає спонтанно, тобто без видимих причин, але до чинників ризику захворювання відносять хімічні канцерогени, іонізуюче випромінювання, спадковість.
Саркома м'яких тканин може зустрічатися у пацієнтів похилого та старечого віку, але найчастіше у пацієнтів європеоїдної раси після 40 років (середній вік хворих — 50 років). Інших істотних закономірностей не виявлено.
Саркома м'яких тканин зустрічається нечасто, із частотою близько 1 випадку на 1 млн осіб або близько 6000 випадків на рік в абсолютному вираженні серед населення світу. Летальність від саркоми досить висока: близько половини пацієнтів, хворих саркомою, вмирає.
Найчастіше місце розвитку саркоми — нижні кінцівки. Саркома нижніх кінцівок зустрічається приблизно 40 % випадків, на ділянці голови та шиї — 5 %.

## Патологія
Крім звичайних характеристик пухлини (гістологічна будова, розмір, наявність ближчих і віддалених метастазів) саркоми заведено поділяти за рівнем злоякісності:
- Низький. На низький ступінь злоякісності вказують такі характеристики саркоми, як високе диференціювання клітин та їхня мала мітотична активність, невелика кількість власне пухлинних клітин та дуже багато строми в саркомі, невелика кількість судин і мало осередків некрозів.
- Високий. На високий ступінь злоякісності вказують протилежні характеристики саркоми.

За рівнем злоякісності визначають прогноз захворювання, отже, і ймовірність успішного лікування.

## Нозологічні форми
Прикладами саркоми м'якої тканини є:
- альвеолярна м'якотканинна саркома;
- ангіосаркома;
- злоякісна гемангіоперицитома;
- злоякісна мезенхімома;
- злоякісна фіброзна гістіоцитома;
- злоякісна шваннома;
- лейоміосаркома;
- ліпосаркома;
- рабдоміосаркома;
- синовіальна саркома;
- фібросаркома;
- епітеліоїдна саркома.

## Діагностика
Зазвичай саркома характеризується повільним ростом і безболісністю протягом досить довгого часу, тому виявлення довготривалої і безпричинної припухлості (пальпованого утворення на кінцівках, у животі й інших частинах тіла) має насторожити й примусити терміново звернутися його до лікаря для уточнення діагнозу. Найчастіше метастази саркоми спостерігаються в легенях, рідше — в регіонарних лімфатичних вузлах.
Діагностика саркоми проводиться фахівцем, застосовується огляд, засоби медичної візуалізації, біопсія з подальшим дослідженням тканини пухлини та інших додаткових методів.
З усіх засобів медичної візуалізації (ультразвукове дослідження, рентгенівська комп'ютерна томографія, магніторезонансна томографія) найінформативнішою вважають МРТ, хоча у кожному конкретному випадку вибір методу діагностики слід проводити індивідуально.
Біопсія пухлини може бути інцизійною (через розріз) або пункційною. Відкрита (інцизійна) біопсія має перевагу у разі уточнення вже наявного плану лікування.

## Лікування
Лікування саркоми м'яких тканин переважно хірургічне. Майже всі операції є органозберігаючими, що дозволяє швидко відновити функцію. Якщо радикальна операція неможлива, то в ролі додаткових методів використовуються хімієтерапія і/або променева терапія саркоми. Їхня ефективність поки невисока, а у випадку виявлення метастазів ймовірність успішного лікування зменшується до нуля.

## Прогноз
До чинників, які поліпшують прогноз захворювання, належать час подвоєння пухлини понад 20 днів, безрецидивний інтервал понад рік, кількість вузлів до 3,6. Радикальне видалення пухлини та метастазів у легенях може дати 5-річне виживання приблизно 20 % пацієнтам. Основною проблемою залишається рецидив захворювання. Найнижчий ризик рецидиву — для пухлин нижніх кінцівок (менш 25 %), найвищий — для «заочеревинного» простору (близько 75 %).
До чинників, які покращують виживання, належать: вік менше ніж 50 років; низький ступінь злоякісності саркоми; біль у ділянці пухлини; малі розміри пухлини та її розташування на кінцівках; відсутність метастазів.